# Gabriela Górska
Gabriela Górska est une écrivaine polonaise née le 2 juillet 1939 à Wola Pękoszewska et morte le 24 juin 2013 à Piaseczno.

## Biographie

### Enfance et études
Gabriela Górska naît dans une famille de la noblesse terrienne. Son arrière-grand-père est le général Franciszek Górski (pl).
Elle fait des études de droit à l'université de Varsovie.

### Carrière
Elle débute à l'adolescence par un reportage littéraire. Au cours des années suivantes, elle publie notamment dans les magazines Zwierciadło (pl), Głos Wybrzeża (pl) et itd (pl).
Elle écrit son premier roman, Wielka szansa, en 1977. Le roman contemporain est adapté en émission de télévision, lu dans des épisodes à la radio polonaise et publié sous forme d'enregistrements pour les personnes aveugles.
Au cours de la décennie suivante, l'autrice publie des romans et des recueils de nouvelles dans le genre de la littérature de science-fiction, des contes merveilleux pour enfants, des nouvelles contemporaines. Elle est également l'autrice de pièces radiophoniques, d'une pièce de théâtre et du scénario du film Inny (finalement réalisé sous le titre Rudy par Maciej Haremski pour Telewizja Polska).
Son dernier ouvrage en deux volumes est le roman contemporain Gra o stołki publié en 2005 par PAX.

## Récompenses et distinctions
Elle reçoit deux prix pour son premier roman Wielka szansa : un prix spécial de l'Association des écrivains polonais (pl) (remis par le président de l'association, Jarosław Iwaszkiewicz), et le deuxième prix d'un concours littéraire organisé à l'occasion du 30e anniversaire de la maison d'édition LSW.